# Josef Anton Sauter
Josef Anton Sauter (* 1742 in Riedlingen; † 6. April 1817 in Freiburg im Breisgau) war Professor für Kirchen- und Strafrecht an der Universität Freiburg.
Nachdem sich die Universität Freiburg den josephinischen Reformen jahrelang widersetzt hatte, oktroyierte Hermann von Greiffenegg als kaiserlicher Bevollmächtigter am 31. März 1767 der Hochschule eine neue Konsistorialverfassung. Doch die Professorenschaft blieb konservativ und war bei der Umsetzung der Reformen nicht kooperativ. Da schickte die Regierung in Wien Josef Anton Sauter als Universitätssekretär nach Freiburg, der am 29. Juli 1773 sein Amt antrat.
Mit der Aufhebung des Ordens am 21. August 1773 wurden die mit Jesuiten besetzten Professorenstellen vakant. Am 1. November 1773 übernahm Sauter den Lehrstuhl für Logik und Metaphysik des Jesuiten Philipp Steinmeyer samt dem Gehalt. Von 1799 bis 1800 war Sauter Dekan der philosophischen Fakultät.
Als der Professor für Kirchenrecht Joseph Anton Petzek wegen der in Freiburg einrückenden Franzosen 1799 die Stadt in Richtung Wien verließ, übernahm Sauter dessen Stelle, die auch das Amt eines Hofrats am Appellationsgericht einschloss. Sauters wissenschaftliches Hauptwerk sind die Fundamenta iuris ecclesiastici catholicorum, die in fünf Teilen in Freiburg zwischen 1801 und 1816 erschienen.
Der neuen Regierung des Breisgau unter dem Administrator Ferdinand Karl des Herzogs Herkules III. von Modena war Sauter nicht genehm vor allem wegen seiner früheren Mitarbeit an der von Johann Kaspar Ruef herausgegebenen Zeitschrift Der Freymüthige. Zwar hatte Sauter unter der habsburgischen Herrschaft seine Beiträge unter dem Pseudonym Zeno eleaticus veröffentlicht, jetzt 1803, aus Furcht sein Amt zu verlieren, schrieb Sauter nur noch anonym. Nach dem Übergang Freiburgs an Baden spielten seine josephinisch-antiklerikalen Schriften keine Rolle mehr, so dass ihm 1810 zusätzlich der Lehrstuhl für Strafrecht übertragen wurde.
Sauter war Mitglied der Freimaurerlogen Zur wahren Eintracht in Wien und Zur edlen Aussicht in Freiburg. Unter dem Ordensnamen „Zeno Eleaticus“ gehörte er dem Illuminatenorden an.

## Werke
- Institutiones logicae. Freiburg 1798
- Oratio qua praelectiones publicas juris ecclesiastici auspicatus est. 1801
- Positiones de summo pontifice seu episcopo Romano ejus curia [et] lega. 1803
- Ueber den Maltheserorden und seine gegenwärtigen Verhältnisse zu Deutschland überhaupt und zum Breisgau insbesondere. Ein „Wort zu seiner Zeit“. Frankfurt und Leipzig 1804 online in der Google-Buchsuche, Digitalisat
- Fundamenta iuris ecclesiastici catholicorum. Friburgo.
  - Pars I: De natura ecclesiae cath[olicorum]. 1805–1809.
  - Pars II: Adumbratio iuris eccles[iastici] catholicorum. 1809.
  - Pars III: Notiones iuris eccles[iastici] communis 1810.
  - Pars IV: De personis ecclesiasticis 1812
  - Pars V: De rebus eccles[iasticis] 1815.
  - Pars VI: De judiciis eccles[iasticis] 1816.